# Sara Gilbert
Sara Gilbert, nacida como Sara Rebecca Abeles (Santa Mónica, California, 29 de enero de 1975) es una actriz estadounidense, más conocida por su papel de Darlene Conner-Healy en la comedia de situación de ABC Roseanne (1988-1997; 2018), por la que recibió dos nominaciones a los premios Primetime Emmy, y su secuela, The Conners (2018-presente).[2]  También es creadora y ex copresentadora del programa de entrevistas diurno de CBS The Talk y tuvo un papel recurrente como Leslie Winkle en The Big Bang Theory de CBS.

## Biografía
Gilbert nació como Sara Rebecca Abeles en Santa Mónica, California, hija de Barbara Cowan (de soltera Crane) y Harold Abeles. Ambos padres son judíos. Su abuelo materno fue el creador de The Honeymooners, Harry Crane. 
Gilbert tiene dos medio hermanos mayores y dos hermanos adoptados. Sus hermanos adoptivos por parte de madre, Melissa Gilbert y Jonathan Gilbert, fueron protagonistas de La casa de la pradera. En 1984, Sara adoptó el apellido Gilbert de Paul Gilbert, el primer marido de su madre. Gilbert también tiene dos hermanos por parte de padre, la hermana Patrice y el hermano Joseph. Melissa y Jonathan fueron adoptados por Barbara y su primer marido, Paul Gilbert; Paul murió en 1976. Abeles cambió su apellido a Gilbert para convertirse en actriz en 1984.
Gilbert se graduó en la Universidad de Yale en 1997, con honores, especializándose en arte con énfasis en fotografía.

## Trayectoria

### Televisión
Tras aparecer en telefilmes y en un anuncio de Kool-Aid, a los 13 años consiguió el papel de Darlene Conner, la sarcástica hija del medio, en Roseanne. Gilbert formó parte del reparto durante los nueve años que duró la serie (1988-97), para la que escribió la historia de un episodio de la cuarta temporada (el guion fue escrito por el gremio de guionistas de la serie) titulado «Don't Make Me Over». Su contribución se consideró tan importante para Roseanne que los productores de la serie hicieron malabarismos con los argumentos y los horarios de grabación para permitirle estudiar en la Universidad de Yale mientras permanecía en el reparto, rodando segmentos remotos de Darlene en un plató de Nueva York.
Gilbert ha aparecido en Los Simpson', 24, Will & Grace, Ley y orden: Unidad de víctimas especiales y Private Practice. A partir de 2004, tuvo un papel recurrente como la inteligente y sarcástica estudiante de medicina Jane Figler en la serie dramática hospitalaria ER; sus apariciones abarcaron las temporadas 11-13. Gilbert recuperó un puesto fijo en el prime time televisivo en otoño de 2005 en la sitcom Twins de la cadena The WB. La serie fue cancelada tras una temporada, cuando las cadenas The WB y UPN se fusionaron en The CW y abandonaron varias series. También tuvo un papel recurrente en la sitcom de corta duración CBS The Class como Fern Velch.
De 2007 a 2010, Gilbert apareció en episodios de la serie de televisión de la CBS The Big Bang Theory' como Leslie Winkle, una científica amiga de Leonard Hofstadter interpretado por Johnny Galecki, que anteriormente había interpretado a David Healy, el interés amoroso de Gilbert en Roseanne. En el segundo episodio de la segunda temporada de The Big Bang Theory, Gilbert fue elevada al reparto principal de la serie, interpretando de nuevo a un potencial interés amoroso del personaje de Galecki, y en un momento dado a un interés amoroso de Howard Wolowitz (Simon Helberg). En enero de 2009, se anunció que los guionistas no sabían cómo escribir para su personaje a tiempo completo, y su estatus se redujo de regular a recurrente. Winkle dejó de aparecer después de que Amy Farrah Fowler y Bernadette Rostenkowski se convirtieran en personajes destacados.
Gilbert fue copresentadora y productora ejecutiva de The Talk, un programa de entrevistas que se estrenó el 18 de octubre de 2010. Gilbert ganó un Daytime Emmy en 2016 por Outstanding Entertainment Talk Show como productora y creadora del programa.  Su última aparición como copresentadora fue el 2 de agosto de 2019.
Se desarrolló una serie de ocho episodios revival de Roseanne, con Gilbert como productor ejecutivo.Los ocho episodios, recogidos por ABC, comenzaron a emitirse el 27 de marzo de 2018. Debido a los buenos resultados de audiencia y a la buena acogida de la crítica, se anunció una segunda temporada. Sin embargo, el 29 de mayo de 2018, a raíz de unos polémicos comentarios de Barr en Twitter sobre Valerie Jarrett (asesora del expresidente Barack Obama), ABC canceló el revival tras una única temporada. Gilbert se distanció a sí misma y al programa de los tuits de Barr.
El 21 de junio de 2018, ABC anunció que la cadena había encargado diez episodios de un spin-off de Roseanne. Esa serie, The Conners, con todo el reparto habitual excepto Barr, se estrenó en octubre de 2018, con Gilbert como protagonista y productora ejecutiva. En 2019, Sara, junto a Tom Werner lanzaron Sara+Tom, combinando dos compañías, su brazo Gilbert TV, y Werner Entertainment, ambas funcionando tras el éxito de The Conners.
Sara Gilbert es una de las productoras ejecutivas de la serie titulada 'The Pradeeps of Pittsburgh'. La serie de ocho episodios de media hora está producida por Sony Pictures Television y Amazon Studios.

### Cine
Gilbert apareció en dos películas junto a Drew Barrymore, en Hiedra Venenosa en 1992 y Riding in Cars with Boys en 2001. Gilbert también tuvo un papel protagonista en Light It Up en 1999. Ha tenido varios papeles menores después de Roseanne, incluyendo el cortometraje $30 (también conocido como 30 Bucks) como parte del largometraje Boys Life 3, y Alta Fidelidad. Dirigió su cortometraje Persona Non Grata en 1998. En 2000, Gilbert apareció en una producción de The Hot L Baltimore como parte del festival de teatro de Williamstown (Massachusetts).

## Vida personal
Cuando era adolescente, Gilbert salió con el coprotagonista de Roseanne (y más tarde de The Big Bang Theory) Johnny Galecki (sus personajes también salían). Durante su relación se dio cuenta de que era lesbiana. Sigue siendo amiga íntima de Galecki.
En 2001, Gilbert inició una relación con la productora de televisión Ali Adler. Tienen dos hijos: un hijo, Levi Hank, nacido de Adler en octubre de 2004, y una hija, Sawyer Jane, nacida de Gilbert en agosto de 2007.
Durante muchos años, Gilbert mantuvo en secreto su sexualidad y optó por no hablar públicamente de su vida personal. En julio de 2010, mientras se preparaba para lanzar su programa de entrevistas, The Talk, Gilbert confirmó que era lesbiana. En agosto de 2011, Gilbert anunció que ella y Adler se habían separado de forma amistosa.
Tras la ruptura, Gilbert inició una relación con la compositora, productora musical y exlíder de 4 Non Blondes, Linda Perry. Gilbert anunció su compromiso en abril de 2013, y la pareja se casó el 30 de marzo de 2014. Gilbert dio a luz a su hijo, Rhodes Emilio Gilbert Perry, el 28 de febrero de 2015. El 27 de diciembre de 2019, Gilbert solicitó la separación legal de Perry.

## Filmografía
Protagonista principal:
- Calamity Jane (1984), como Jane a los 7 años.
- Roseanne (series de televisión, 1988–1997), como Darlene Conner.
- Runaway Ralph (1988), como Stephie.
- Sudie and Simpson (1990), como Sudie Harrigan.
- Hiedra Venenosa (1992), como Sylvie Cooper.
- 50 Simple Things Kids Can Do To Save The Earth (1992).
- Dead Beat (1994), como Martha.
- Broken Record (1997)
- Desert Blue (1998), como Sandy.
- Persona Non Grata (1998), como narradora y directora.
- Light It Up (1999), como Lynn Sabatini.
- The Big Tease (1999), como Gretle Dickens.
- $30 (1999), como Emily/Michelle.
- Jack & The Beanstalk (2000)
- Welcome To New York (serie de televisión, 2000), como Amy Manning.
- Riding in Cars with Boys (2001), como Tina Barr.
- 24 (serie de televisión, 2002; 5 episodios). Apareció en los primeros episodios de la temporada 2 interpretando a Paula Schaeffer, analista de computadoras de CTU.
- Twins (serie de televisión, 2005), como Mitchee Arnold.
- Girls on the Bus (serie de televisión, 2006, no emitida), como Helen.
- Will & Grace (serie de televisión, 2003), como Cheryl.
- The Big Bang Theory, como Leslie Winkle, (personaje recurrente en la primera temporada; principal en la segunda).
- Grey's Anatomy (Temporada 6, episodio 18, año 2010)
- Bad Teacher (serie, 2014), como Irene.
- Roseanne (serie de televisión, 2018), como Darlene Conner.
- Atypical (serie de televisión, 2019), como la profesora Judd, personaje recurrente de la tercera temporada.

Apariciones como invitada y cameos:
- The Simpsons, como Laura Powers en el episodio "New Kid on the Block", (1992).
- Saturday Night Live, condujo un programa en 1994.
- High Fidelity, como Anna (2000).
- Biography (2001, apareció como ella misma en el episodio acerca de su hermana, Melissa Gilbert.)
- The Ellen DeGeneres Show (2003)
- Will & Grace, (2003, episodio "Fanilow").
- ER (2004-2007, como Dr. Jane Figler.
- Strong Medicine, como una drogadicta recuperada luchando por tener a su hija de vuelta con ella.
- The Class (2006, como Fern Velch en varios episodios).
- Private Practice, apareció en el capítulo "In Which Sam Gets Taken For a Ride".
- Law & Order: UVE, apareció en el primer episodio de la temporada que comenzó en el otoño de 2008.
- 80 for Brady (2023, película)[31]